# Propontonia
Propontonia is een geslacht van kreeftachtigen uit de klasse van de Malacostraca (hogere kreeftachtigen).

## Soort
- Propontonia pellucida Bruce, 1969